# 坪里站
坪里站（韓語：평리역）是朝鮮民主主義人民共和國慈江道长江郡五一劳动者区的一個鐵路車站，属于江界线。

## 邻近车站
江界线
五一站 - 坪里站 - 黄浦站